# Daniel Nordmark
Daniel Nordmark (* 4. Januar 1988 in Lidköping) ist ein schwedischer Fußballspieler, der in seiner bisherigen Karriere vornehmlich als Mittelfeldspieler im schwedischen Profifußball reüssierte.

## Werdegang
Nordmark spielte in der Jugend zunächst in seinem Heimatort für Lidköpings IF und ab 2004 für IF Heimer. 2006 wechselte er zum IF Elfsborg, dort debütierte er 2008 in der Allsvenskan. In seinem zweiten Jahr im Profifußball setzte er sich in der Mannschaft fest und rückte so auch in die schwedische U-21-Auswahlmannschaft. An der Seite von Anders Svensson, Teddy Lučić, Stefan Ishizaki und Daniel Mobaeck belegte er mit der Mannschaft Plätze im vorderen Tabellenbereich, ehe er in der Spielzeit 2011 von Trainer Magnus Haglund zunehmend seltener berücksichtigt wurde. Letztlich wurde sein zum Jahresende auslaufender Vertrag nicht verlängert.
Im Januar 2012 verpflichtete der amtierende schwedische Meister Helsingborgs IF Nordmark gemeinsam mit dem Finnen Jere Uronen. Anfangs noch Stammspieler rückte er zunehmend ins zweite Glied. Nachdem er in der Spielzeit 2014 bis Mitte August lediglich ein Saisonspiel für den Klub bestritten hatte, wechselte er im Sommer zum Ligakonkurrenten Örebro SK und unterzeichnete dort einen bis Ende 2016 datierenden Kontrakt. In zehn Spielen bis zum Saisonende half er beim im Sommer noch im Tabellenkeller befindlichen Aufsteiger zum Erreichen des sechsten Tabellenplatzes.